# Яхтен скандал
Яхтеният скандал в България от 2003 г. е политически скандал, създаден с публикуването в медиите на снимки, на които финансовият министър Милен Велчев, министърът на транспорта Пламен Петров в правителството на Симеон Сакскобургготски и депутатът от НДСВ Мирослав Севлиевски са (според медиите) на яхта в Монако заедно с по-късно определяния като един от тримата най-големи контрабандисти в България Иван Тодоров – Доктора, показно разстрелян в София през 2006 г. Според една от версиите, снимките са намерени от НСБОП в колата на Доктора при разследване на атентата срещу него, състоял се на 18 април 2003 г. След бурна реакция от страна на засегнатите, главният секретар на МВР Бойко Борисов подава оставка на 25 април. През август това прави и финансовият министър Милен Велчев, един от чиито аргументи е, че МВР не е разкрило виновниците за избухването на скандала. Той твърди, че не е знаел кой е Доктора при срещата му с него. И двете оставки не са приети.